# City-busz (Budapest)
A budapesti City-busz 1998 és 2007 között közlekedett, a belvárosban. A viszonylatot a Budapesti Közlekedési Zrt. üzemeltette. A járműveket az Óbudai autóbuszgarázs állította ki.

## Története
1998. augusztus 25-én indult és már indulásakor (elsők között) BKV Plusz megjelölést kapott. Közlekedése alatt útvonala nem módosult, az autóbuszok 2007-ig az 1998-as menetrend szerint jártak. Minden hétköznap 7 és 20 óra, míg szombaton 8 és 15 óra között közlekedett, óránként.

## Útvonala
| Nyugati pályaudvar → Fővám tér → Nyugati pályaudvar |
| --- |
| Nyugati pályaudvar vá. – Nyugati tér – Bajcsy-Zsilinszky út – Kálmán Imre utca – Kozma Ferenc utca – Báthory utca – Vértanúk tere – Nádor utca – József Attila utca – Roosevelt tér – Apáczai Csere János utca – Petőfi tér – Belgrád rakpart – Fővám tér – Vámház körút – Kálvin tér – Kecskeméti utca – Károlyi Mihály utca – Ferenciek tere, alagút – Petőfi Sándor utca – Szervita tér – Bécsi utca – Erzsébet tér – Október 6. utca – Arany János utca – Hercegprímás utca – Hold utca – Báthory utca – Szemere utca – Szent István körút – Nyugati pályaudvar vá. |

## Megállóhelyei
| 0  | Nyugati pályaudvar végállomás |                                             |
| 2  | Bajcsy-Zsilinszky út          | 70, 72, 73, 78                              |
| 4  | Honvéd utca                   | 15                                          |
| 5  | Kossuth Lajos tér             | 15 70, 78                                   |
| 7  | Széchenyi utca                | 15                                          |
| 9  | Zrínyi utca                   | 15                                          |
| 11 | Szende Pál utca               | 15                                          |
| 13 | Petőfi tér                    | 15 2                                        |
| 14 | Március 15. tér               | 2V, 5, 7, 7, 8, 15, 78, 112, 173 2          |
| 16 | Fővám tér                     | 2V, 15, 149V 83                             |
| 18 | Kálvin tér                    | 9, 15, 149V 83                              |
| 20 | Ferenciek tere                | 5, 7, 7, 8, 15, 47-49V, 78, 112, 173        |
| 22 | Szervita tér                  | 15                                          |
| 24 | Erzsébet tér                  | 4, 4, 9, 15, 47-49V, 105, 149V              |
| 27 | Hercegprímás utca             | 15 72, 73                                   |
| 29 | Hold utca                     | 15                                          |
| 31 | Markó utca                    | 15                                          |
| 33 | Nyugati pályaudvar végállomás | 6, 26, 91, 191 72, 73 4, 6 Budapest-Nyugati |